# Wayland Holyfield
Wayland Holyfield (Mallet Town (Arkansas), 15 maart 1942 – Nashville (Tennessee), 6 mei 2024) was een Amerikaans songwriter. Hij schreef meerdere nummer 1-hits en werd opgenomen in de Nashville Songwriters Hall of Fame. Verder dient hij in besturen van songwritersorganisaties.

## Biografie
Holyfield werd geboren in Mallettown in Conway County en groeide op in Little Rock, beide in de staat Arkansas. Vanaf 1959 studeerde hij met behulp van een basketballstudiebeurs aan het Hendrix College in Conway en vervolgens aan de Universiteit van Arkansas in Fayetteville. Hier slaagde hij in 1965 voor een bachelorgraad in marketing. Tijdens zijn studie was hij gitarist en zanger voor de Rebels en daarna voor The General Store. Na zijn studie ging hij de eerste jaren aan het werk in de verkoop- en reclamewereld.
In 1972 verhuisde hij met zijn vrouw Nancy naar Nashville om een loopbaan op te bouwen als songwriter. Hier werkte hij samen met onder meer Bob McDill, met wie hij een jaar na aankomst Rednecks, white socks and blue ribbon beer schreef. Het werd voor Johnny Russell een nummer 4-hit in de Amerikaanse Hot Country Singles en belandde op nummer 1 van de Canadese evenknie.
In november 1974 was Holyfield een van de drie songwriters die in vaste dienst traden van Don Williams; de andere twee waren Al Turney en Jim Rushing. In 1975 behaalde Williams een nummer 1-hit in de Amerikaanse Hot Country Singles met You're my best friend; voor Holyfield was dit zijn eerste nummer 1-hit. Holyfield schreef meer nummer 1-hits voor Williams, waaronder Some broken hearts never mend uit 1977. Dit lied werd in 1980 een hit in Europa toen het werd gecoverd door Telly Savalas (Kojak). Verder had Williams een nummer 1-hit met Holyfields compositie 'Til the rivers all run dry.
Een van de liedjes waaraan hij werkte en waar hij trots op is, is Could I have this dance dat werd uitgevoerd door Anne Murray. Het lied werd in 1980 genomineerd voor een Grammy Award en is een klassieker geworden in de bruiloftsmuziek. Een ander lied waar hij met trots naar kijkt, is Arkansas (you run deep in me). Dit schreef hij in opdracht van de Arkansas Power and Light Company (AP&L) ter gelegenheid van het 150-jarige bestaan van Arkansas in 1986. Het lied werd in 1987 uitgeroepen tot een van de officiële staatsliederen. Verder zong Holyfield het lied tijdens de inhuldiging van president Bill Clinton in 1993 en werd het in de jaren tachtig en negentig gebruikt als theme  door het Arkansas Educational Television Network (AETN).
Naast artiesten als Williams en Murray bevonden zich ook andere bekende artiesten onder de afnemers van zijn werk, zoals Waylon Jennings, Julio Iglesias, George Jones, George Strait, Bill Medley, Conway Twitty, Patti Page, Crystal Gayle, Reba McEntire, Brooks & Dunn en The Judds.
Naast zijn loopbaan als songwriter, zet Holyfield zich in voor de bevordering van de rechten van zijn beroepsgroep. Hij diende bijvoorbeeld als vicevoorzitter en voorzitter van de Nashville Songwriters Foundation (NSAI) en is bestuurslid van de American Society of Composers, Authors and Publishers (ASCAP).
Holyfield werd onderscheiden met verschillende prijzen en eerbetuigingen. Zo werd hij door de ASCAP uitgeroepen tot Countryschrijver van 1983, won hij de Presidential Award van de NSAI van 1979, 14 Performance Awards van BMI en 16 van ASCAP. Hij werd in 1992 opgenomen in de Nashville Songwriters Hall of Fame en in 1996 in de Arkansas Entertainers Hall of Fame.
Holyfield overleed op 6 mei 2024 op 82-jarige leeftijd.
- Bibsys: 4036551
- Gemeinsame Normdatei: 134577884
- International Standard Name Identifier: 0000 0000 5880 2189
- Nationale Bibliotheek van Letland: 000099159
- MusicBrainz: e0c6da1b-ef44-4883-b150-ede4d825918e
- Virtual International Authority File: 79679977
- WorldCat: E39PBJqFTJrMKQh8TGf4HtRqcP